# Mutacja
Mutacja (łac. mutatio – zmiana) – nagłe, skokowe zmiany materiału genetycznego komórki. Możliwe jest ich dziedziczenie. Podczas poziomego transferu genów, zakażenia wirusem, crossing-over czy modyfikacji genomu inżynierią genetyczną również dochodzi do zmiany materiału genetycznego, jednak przeważnie nie uznaje się ich za mutacje.
Termin po raz pierwszy wprowadzony przez biologa Hugo de Vriesa na przełomie XIX i XX wieku, oznaczający zmianę zapisu informacji genetycznej, pierwotne źródło zmienności genetycznej organizmów.
Mutacja jest zjawiskiem losowym, podlegającym jednak wpływom środowiska (mutagenom – np. czynnikowi chemicznym, promieniowaniu). Częstość mutacji nie jest stała pomiędzy gatunkami (np. RNA wirusa HIV mutuje bardzo szybko) i zależy między innymi od doskonałości aparatu powielania kwasu nukleinowego i jego naprawy.
Odmienną klasą mutacji są zmiany spowodowane transpozycją (tzw. skaczące geny), gdzie odcinek DNA o długości kilkuset do kilku tysięcy nukleotydów zmienia położenie w obrębie genomu. Tego typu mutacje są bardziej rozpowszechnione u niektórych roślin (np. kukurydza) i zwierząt (np. muszka owocowa).
Wprowadzanie mutacji do materiału genetycznego nazywa się mutagenezą.

## Powstawanie mutacji
| Nazwa        | Informacje                                            |
| ------------ | ----------------------------------------------------- |
| Spontaniczne | Zachodzą samorzutnie, błędy polimerazy DNA.           |
| Indukowane   | Zachodzą z użyciem mutagenów – czynników mutagennych. |

## Podział mutacji
a) Genowe (w obrębie jednego genu):
| Nazwa                             | Informacja                                       |
| --------------------------------- | ------------------------------------------------ |
| Substytucja albo mutacja punktowa | Zastępowanie jednej zasady azotowej inną zasadą. |
| Delecja                           | Wypadnięcie jednej lub kilku par nukleotydów.    |
| Insercja                          | Wstawienie jednej lub kilku par nukleotydów.     |

b) Aberracje strukturalne chromosomów (= mutacje chromosomowe sensu stricto):
| Nazwa                    | Informacja                                                                   |
| ------------------------ | ---------------------------------------------------------------------------- |
| Deficjencja              | Utrata fragmentu chromosomu.                                                 |
| Duplikacja               | Podwojenie fragmentu chromosomu.                                             |
| Inwersja                 | Obrócenie fragmentu chromosomu o 180 stopni.                                 |
| Translokacja             | Fragment chromosomu zostaje przeniesiony na inny, niehomologiczny chromosom. |
| Chromosomy pierścieniowe | Złączenie się końców chromosomów w pętlę.                                    |
| Izochromosomy            | Jedno ramię chromosomu podwojone (zduplikowane), drugiego brak.              |

c) Zmiany liczbowe (tzw. mutacje genomowe):
| Nazwa                                | Informacja                                                          |
| ------------------------------------ | ------------------------------------------------------------------- |
| Aneuploidia                          | Zmiana pojedynczych liczb chromosomów.                              |
| Nullisomia                           | Brak którejś pary chromosomów; skutki na ogół letalne.              |
| Monosomia                            | Wypad jednego chromosomu (2n-1) – np. zespół Turnera.               |
| Trisomia                             | Dodanie o jeden chromosom za dużo (2n+1) – np. zespół Downa.        |
| Polieuploidia, w tym autopoliploidia | Zwielokrotnienie garnituru chromosomowego np. 3n, 4n, 5n            |
| Fuzja                                | Połączenie się dwóch chromosomów w jeden, skutki na ogół letalne.   |
| Alloploidalność                      | Połączenie się genomów różnych gatunków, krzyżówki międzygatunkowe. |

Ilustracja najczęstszych mutacji genowych

Ze względu na fenotypowy efekt (z punktu widzenia określonej cechy) wyróżnia się (mutacje korzystne są najrzadsze):
- obojętne – nie wpływają na organizm (większość mutacji, zob. teoria neutralna ewolucji molekularnej)[4]
- korzystne – pojawiają się względnie rzadko. Przykładowo – u owada wskutek takiej mutacji pojawia się inne zabarwienie ochronne, które okazuje się skuteczniejsze w jego miejscu życia
- niekorzystne – powodują obniżenie zdolności organizmu do przeżycia
  - letalne – prowadzą do śmierci, skrajnie niekorzystne mutacje
  - subletalne – prowadzą do upośledzenia organizmu, mogą być warunkowo śmiertelne

Mutacje mogą być niekorzystne (w danych warunkach), obojętne lub korzystne dla organizmu (np. anemia sierpowata na obszarach, gdzie występuje malaria). Gdyby nie istniały mutacje, ewolucja biologiczna byłaby niemożliwa.
Ze względu na możliwość dziedziczenia wyróżniamy:
- mutacje dziedziczne. Powstają w komórce, z której gen zostanie przekazany do potomstwa. Może to być np. pojedynczy plemnik czy komórka jajowa lub komórka, z której rozwinie się cała linia komórek i z nich powstaną komórki rozrodcze.
- mutacje somatyczne. Powstają poza komórkami przekazywanymi na potomstwo. Stanowią główną masę mutacji często obserwowaną co najmniej proporcjonalną do masy komórek somatycznych. Najmniej, dlatego że organy rozrodcze wykształcają mechanizmy zabezpieczające przed mutacjami, wolniejszy metabolizm lub np. chłodzenie jąder.
  - Podklasą mutacji somatycznych są mutacje aDNA. Zachodzą szybciej po śmierci organizmu. Z reguły ilość zmian w aDNA jest tak ogromna, że wtedy nie nazywane są już mutacjami, a naturalnym procesem degradacji materii organicznej. Mimo to w sprzyjających warunkach aDNA może pozostać zmutowane na tyle mało, że jest możliwy odczyt zawartej w nim informacji nawet po upływie tysięcy lat.